# Taeniophyllum sumatranum
Taeniophyllum sumatranum är en orkidéart som beskrevs av Rudolf Schlechter. Taeniophyllum sumatranum ingår i släktet Taeniophyllum och familjen orkidéer. Inga underarter finns listade i Catalogue of Life.